# オンディーヌ 海辺の恋人
『オンディーヌ 海辺の恋人』（オンディーヌうみべのこいびと、Ondine）は、2009年のアイルランドの恋愛ドラマ映画。監督・脚本はニール・ジョーダン、出演はコリン・ファレルとアリシア・バックレーダなど。

## キャスト
- コリン・ファレル
- アリシア・バックレーダ（英語版）
- スティーヴン・レイ[3]
- デヴラ・カーワン（英語版）[3]
- ドン・ウィチャリー（英語版）[3]
- キャリー・クロウリー（英語版）[3]
- アリソン・バリー[3]
- エミール・ホスティナ（英語版）

## 製作
2008年7月18日にキャッスルタウンベアで撮影が始まり、8月6日に完了した。

## 評価
Rotten Tomatoesでは批評家レビュ94件で支持率は70%となった。